# 마이코

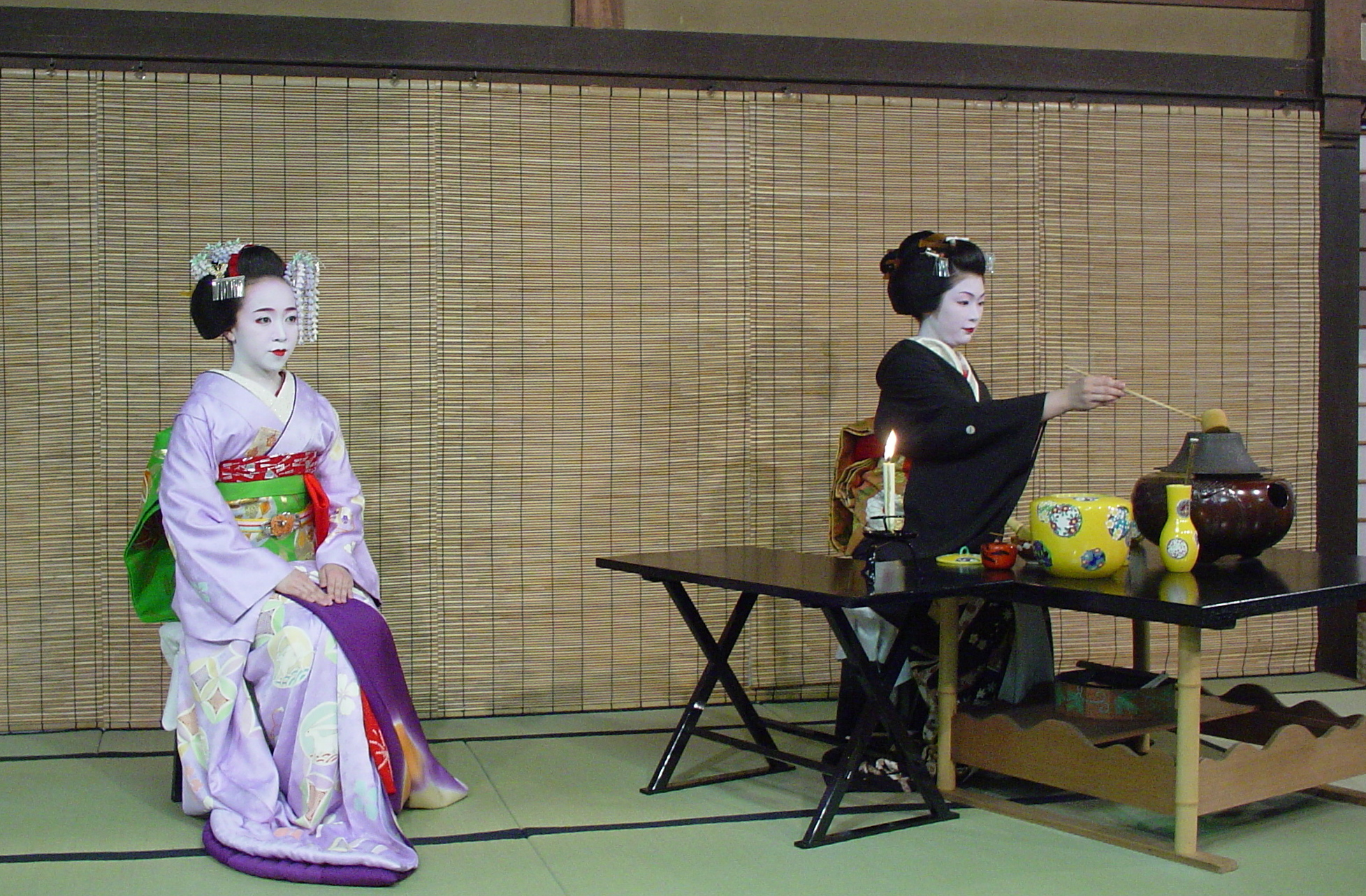
마이코 (왼쪽)

마이코(일본어: 舞妓)는 일본에서 게이샤가 되기 전, 수습과정에 있는 예비 게이샤를 말한다. 일본의 전통 연회에서 손님을 위해 노래, 춤, 전통 악기를 연주하는 것이 주업이다.
나이는 보통 17살에서 20살의 소녀들로 이루어져 있다. 마이코가 되려면 마이코를 양성하는 학교에서 전문 교육을 받아야 된다. 이 곳에서 전통 무용, 전통 악기(샤미센), 코우타 부르는 법 등을 배운다. 이 과정은 통상 수개월에서 2년 까지도 소요된다.
마이코는 게이샤와 달리 허리띠인 오비를 절반정도 길게 늘어뜨리게 매며, 소매도 소매가 긴 후리소데이다.